# Ellnrode
Ellnrode ist der kleinste Stadtteil von Gemünden (Wohra) im nordhessischen Landkreis Waldeck-Frankenberg. 
Der Ort liegt nördlich der Kernstadt Gemünden in der Buntstruth an der Wohra zwischen Kellerwald und Burgwald. Durch Ellnrode verläuft die Kreisstraße 109, im Westen liegt die Landesstraße 3073.

## Geschichte

### Ortsgeschichte
Der auf -rode endende Ortsname lässt auf eine Gründung zwischen 800 und 1000 n. Chr. schließen. Bekanntermaßen erstmals schriftlich erwähnt wurde Ellnrode im Jahre 1223, und zwar im Saalbuch des Klosters Haina. Damals bestand das kleine Dorf aus vier Höfen. Ellnrode heißt in alten Urkunden 1223 Elrot, 1226/27 Elnrode, 1556 Elnrodt.
1927 gehörte das Dorf zum Amtsgericht Rosenthal und zum Finanzamt Frankenberg.
1987 wurde das alte Gemeindebackhaus wieder in Stand gesetzt.
Hessische Gebietsreform (1970–1977)
Zum 1. Januar 1974 wurde die bis dahin eigenständige Gemeinde Ellnrode im Zuge der Gebietsreform in Hessen kraft Landesgesetz in die Stadt Gemünden an der Wohra eingemeindet. Für Ellnrode wurde wie für die übrigen Stadtteile ein Ortsbezirk mit Ortsbeirat und Ortsvorsteher gebildet.

### Bevölkerung
Einwohnerstruktur 2011
Nach den Erhebungen des Zensus 2011 lebten am Stichtag, dem 9. Mai 2011, in Ellnrode 36 Einwohner. Darunter waren keine Ausländer.
Nach dem Lebensalter waren 6 Einwohner unter 18 Jahren, 12 waren zwischen 18 und 49, 9 zwischen 50 und 64 und 9 Einwohner waren älter.
Die Einwohner lebten in 9 Haushalten. Davon waren 3 Singlehaushalte, 3 Paare ohne Kinder und 3 Paare mit Kindern. In keinem Haushalt lebten ausschließlich Senioren und in 6 Haushalten leben keine Senioren.
Einwohnerentwicklung
- 1747: 5 Haushaltungen[1]

| Ellnrode: Einwohnerzahlen von 1834 bis 2020 | Ellnrode: Einwohnerzahlen von 1834 bis 2020 | Ellnrode: Einwohnerzahlen von 1834 bis 2020 | Ellnrode: Einwohnerzahlen von 1834 bis 2020 | Ellnrode: Einwohnerzahlen von 1834 bis 2020 |
| --- | ------------------------------------------- | ------------------------------------------- | ------------------------------------------- | ------------------------------------------- |
| Jahr |                                             |                                             |                                             | Einwohner                                   |
| 1834 | 1834                                        |                                             | 77                                          | 77                                          |
| 1840 | 1840                                        |                                             | 62                                          | 62                                          |
| 1846 | 1846                                        |                                             | 85                                          | 85                                          |
| 1852 | 1852                                        |                                             | 82                                          | 82                                          |
| 1858 | 1858                                        |                                             | 71                                          | 71                                          |
| 1864 | 1864                                        |                                             | 74                                          | 74                                          |
| 1871 | 1871                                        |                                             | 66                                          | 66                                          |
| 1875 | 1875                                        |                                             | 58                                          | 58                                          |
| 1885 | 1885                                        |                                             | 55                                          | 55                                          |
| 1895 | 1895                                        |                                             | 58                                          | 58                                          |
| 1905 | 1905                                        |                                             | 53                                          | 53                                          |
| 1910 | 1910                                        |                                             | 54                                          | 54                                          |
| 1925 | 1925                                        |                                             | 47                                          | 47                                          |
| 1939 | 1939                                        |                                             | 49                                          | 49                                          |
| 1946 | 1946                                        |                                             | 73                                          | 73                                          |
| 1950 | 1950                                        |                                             | 74                                          | 74                                          |
| 1956 | 1956                                        |                                             | 51                                          | 51                                          |
| 1961 | 1961                                        |                                             | 54                                          | 54                                          |
| 1967 | 1967                                        |                                             | 42                                          | 42                                          |
| 1970 | 1970                                        |                                             | 38                                          | 38                                          |
| 1980 | 1980                                        |                                             | ?                                           | ?                                           |
| 1990 | 1990                                        |                                             | ?                                           | ?                                           |
| 2000 | 2000                                        |                                             | ?                                           | ?                                           |
| 2009 | 2009                                        |                                             | 26                                          | 26                                          |
| 2011 | 2011                                        |                                             | 36                                          | 36                                          |
| 2020 | 2020                                        |                                             | 26                                          | 26                                          |
| Datenquelle: Historisches Gemeindeverzeichnis für Hessen: Die Bevölkerung der Gemeinden 1834 bis 1967. Wiesbaden: Hessisches Statistisches Landesamt, 1968. Weitere Quellen: LAGIS; Stadt Gemünden; Zensus 2011 |                                             |                                             |                                             |                                             |

Religionszugehörigkeit
 Quelle: Historisches Ortslexikon
| • 1885: | 55 evangelische (= 100 %) Einwohner                             |
| • 1961: | 49 evangelische (= 90,74 %), 5 katholische (= 9,26 %) Einwohner |